# Alberto Rivera (jinete)
Alberto Rivera Torres (19 de septiembre de 1954) es un jinete mexicano que compitió en la modalidad de salto ecuestre. Ganó dos medallas de bronce en los Juegos Panamericanos, en los años 1983 y 1987.

## Palmarés internacional
| Juegos Panamericanos | Juegos Panamericanos          | Juegos Panamericanos | Juegos Panamericanos |
| Año                  | Lugar                         | Medalla              | Categoría            |
| -------------------- | ----------------------------- | -------------------- | -------------------- |
| 1983                 | Caracas (Venezuela)           | Medalla de bronce    | Por equipos          |
| 1987                 | Indianápolis (Estados Unidos) | Medalla de bronce    | Por equipos          |